# Wilhering
Wilhering este un târg situat în districtul Linz-Land, din Austria Superioară. În localitate se află Mănăstirea Wilhering, a călugărilor cistercieni.